# 그리폰독수리

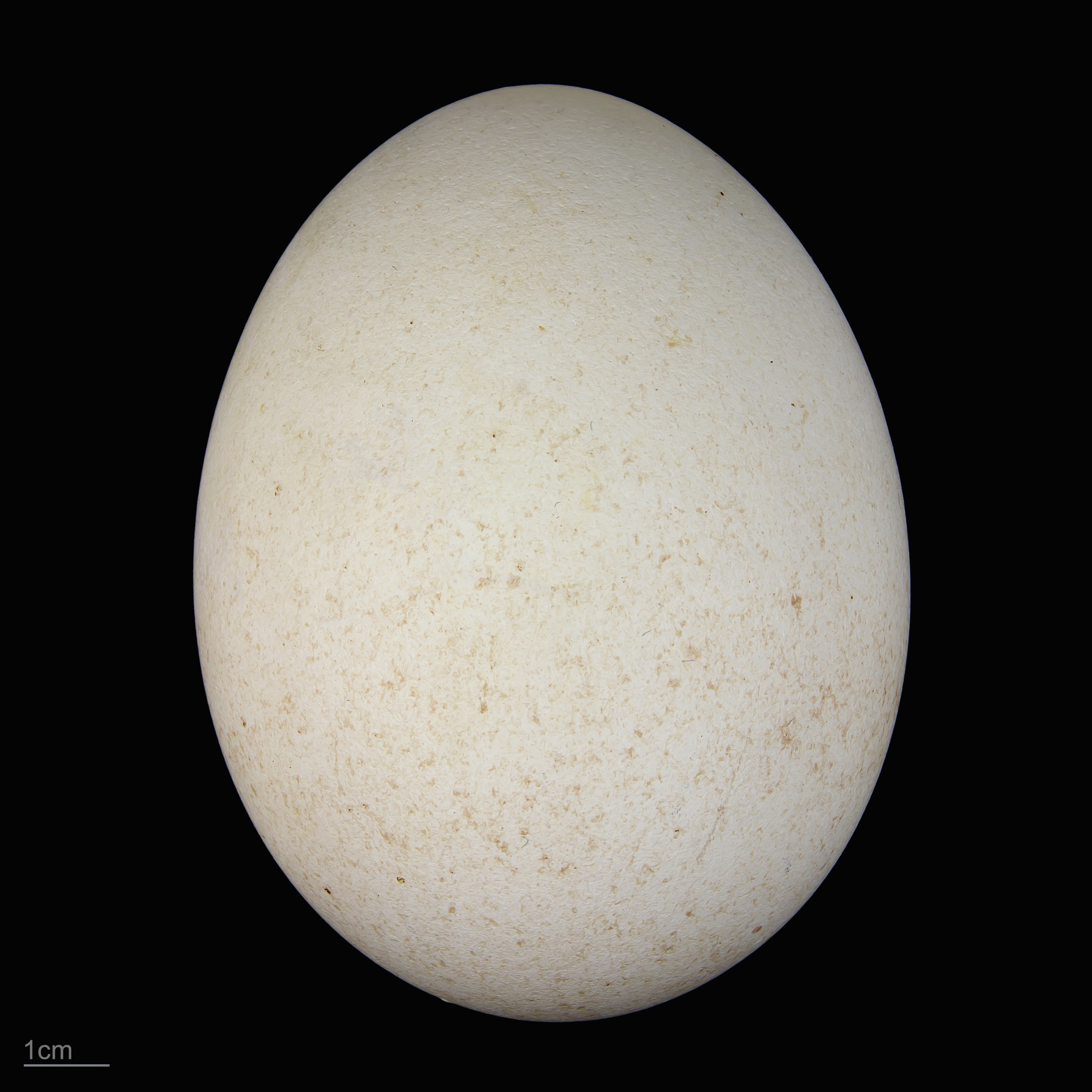
Gyps fulvus

그리폰독수리(학명: Gypo fulvus)는 수리과에 속하는 맹금으로, 유라시아 대륙에 널리 분포한다. 몸길이가 1m, 몸무게가 6~13kg 정도로 정도로 거대하며, 짐승의 시체를 주로 먹는다. 군서 생활을 한다. 유럽·중동·북아프리카의 산지와 고원에 두루 서식한다.